# Tadahiro Akiba
Tadahiro Akiba (japonsky 秋葉 忠宏, * 13. října 1975) je bývalý japonský fotbalista.

## Klubová kariéra
Hrával za JEF United Ichihara, Avispa Fukuoka, Cerezo Osaka, Albirex Niigata, Tokushima Vortis, Thespa Kusatsu a SC Sagamihara.

## Reprezentační kariéra
S japonskou reprezentací se zúčastnil Letních olympijských her 1996.